# Герцогиня Париза
«Герцогиня Париза» (фр. Parise la duchesse) — французская эпическая поэма первой половины XIII века, примыкающая к Нантейльской жесте.
Текст сохранился в единственной рукописи. Поэма написана двенадцатисложным ассонансированным стихом и насчитывает 3106 стихотворных строк.
Героиня поэмы названа дочерью Гарнье де Нантейля, хотя в других произведениях цикла у него не дочь, а сын Ги.

## Содержание
Париза выходит замуж за Раймонда, герцога де Сен-Жилль. Против герцога затевают заговор предатели из рода Ганелона (Беранжье, Аможен, Милон, Олори, Ардрэ), которые хотят угостить его отравленными яблоками. Но брат Раймонда Бёв пробует их первым и умирает; однако предателям удаётся оговорить Паризу, и муж изгоняет её. В лесу она рожает сына, но ребёнка у неё тут же похищают, и он воспитывается при дворе венгерского короля, тогда как Париза живёт в Кёльне у графа Тьерри. Через много лет мать и сын встречаются. Сыну удаётся примирить Паризу и Раймонда. Предатели несут заслуженное наказание. Сын Паризы Гуго женится на Сорпланте, дочери венгерского короля, и сам получает венгерскую корону.

## Издания
- Li Romans de Parise la duchesse, publié pour la première fois d'après le manuscrit unique de la Bibliothèque royale, par G.F. de Martonne. Paris, 1836.
- Parise la duchesse. Chanson de geste. Deuxième édition revue et corrigée d'après le manuscrit unique de Paris par F.Guessard et L.Larchey. Paris, 1860 (APF, № 4).
- Parise la duchesse (Chanson de geste du XIIIe siècle). Edition et commentaires par M.Plouzeau. Aix-en-Provence, 1986, 2 vol.